# ايلايدا تشيفيك
ايلايدا تشيفيك (مواليد 22 ديسمبر 1994) هي ممثلة تركية بدأت مسيرتها الفنية عام 2013، أشتهرت لدورها في مسلسل ورد وشوك.

## روابط خارجية
- ايلايدا تشيفيك على موقع IMDb (الإنجليزية)
- ايلايدا تشيفيك على موقع قاعدة بيانات الفيلم (الإنجليزية)
- ايلايدا تشيفيك على موقع كينوبويسك (الروسية)